# داهو (لباس)

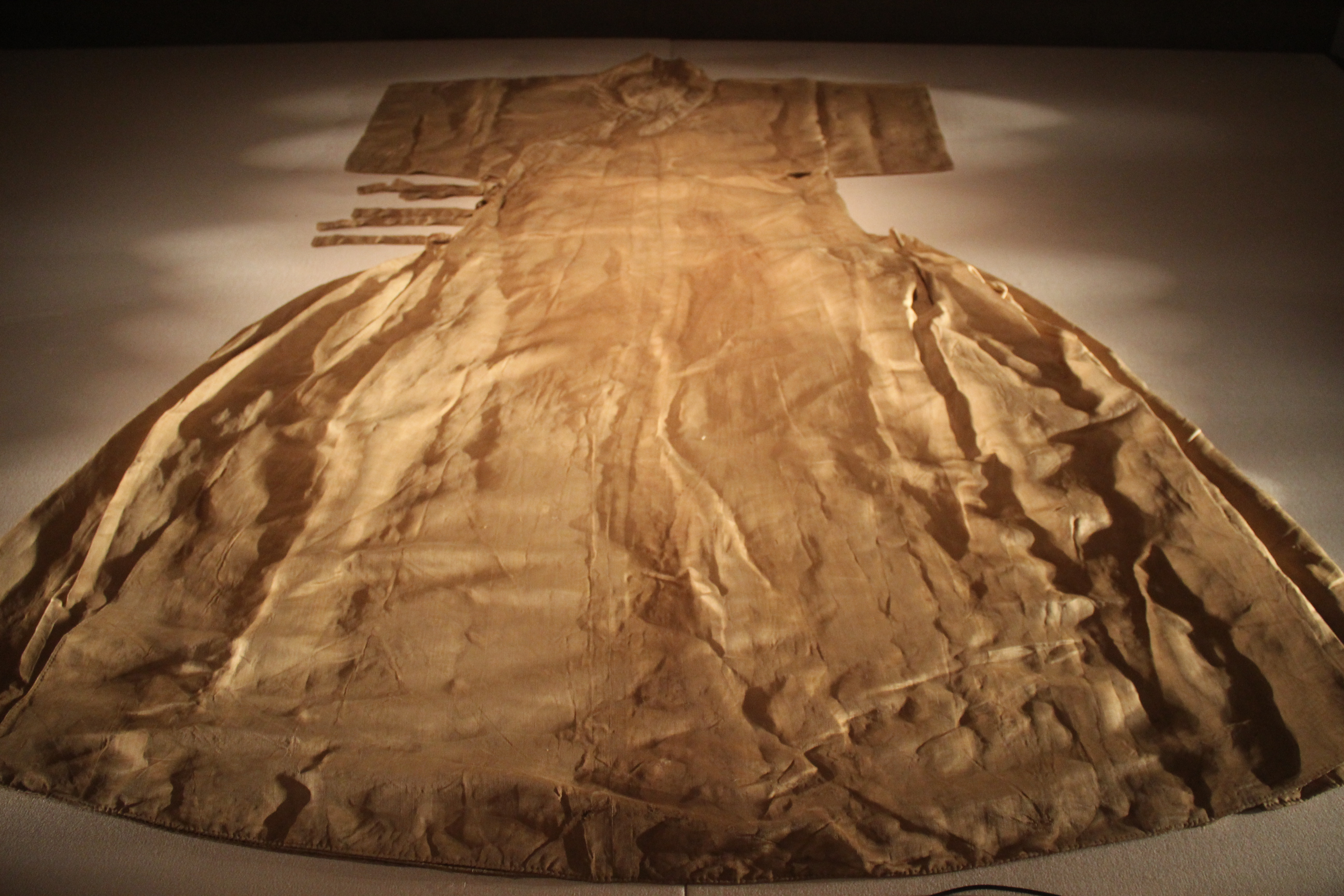
داهوی سلسله مینگ، آرامگاه شاهزاده زو تان.

داهو (چینی ساده‌شده: 褡护; چینی سنتی: 褡護; پین‌یین: Dāhù) نوعی ژاکت است که خاستگاه آن دودمان مینگ بود.  در دودمان مینگ، داهو یا نوع جدیدی از بانبی چینی: 半臂; ت.ت. 'half-arm' یک ژاکت بدون آستین بود،   که طراحی‌هایش تحت تأثیر مد در سلسله یوآن مغول قرار گرفت. داهو را می‌توان بر روی روپوش ترلیگ یا زیر روپوش یقه گرد پوشید. 
در قرن بیست و یکم، بدنبال جنبش هانفو، داهو همراه با انواع مختلف هانفو احیا شد. 

## ساخت و طراحی
داهو، ویژگی های دودمان سونگ، دودمان تانگ و هانفو و لباس های دودمان یوآن مغول را با هم ترکیب کرد.  داهو یک ژاکت یقه دوزی شده بود که در سمت راست پیچیده می‌شد. داهو می‌تواند آستین کوتاه یا بدون آستین باشد. 

## نگارخانه

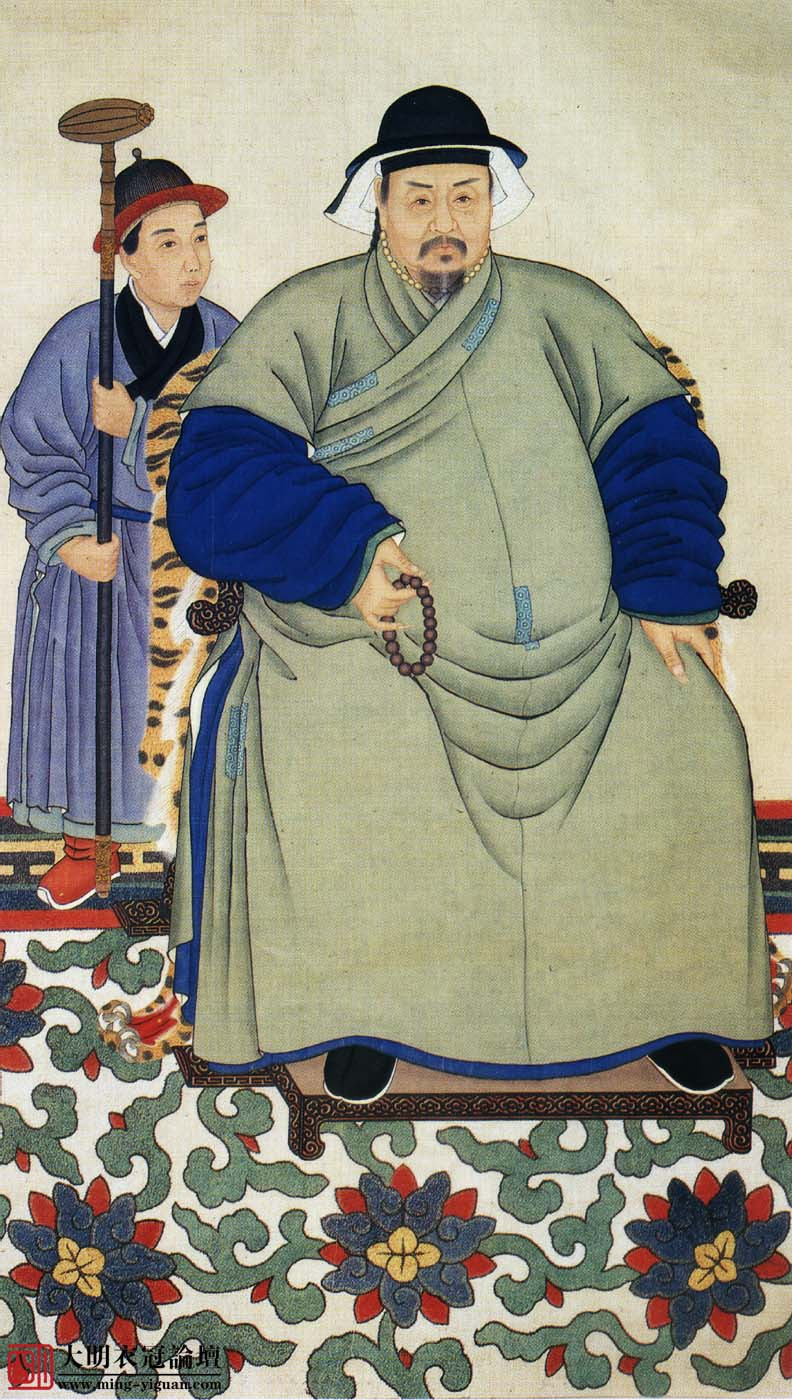
مردی که یک داهو سبز پوشیده، نقاشی از دودمان مینگ.